# NGC 6320
NGC 6320 (również PGC 59852 lub UGC 10761) – galaktyka spiralna (Sbc), znajdująca się w gwiazdozbiorze Herkulesa. Odkrył ją Édouard Jean-Marie Stephan 27 lipca 1872 roku.